# Heinrich Preisenhammer
Heinrich Preisenhammer (9. října 1830 Nový Jičín – 21. ledna 1900 Nový Jičín ) byl rakouský právník a politik německé národnosti z Moravy; poslanec Moravského zemského sněmu a starosta Nového Jičína.

## Biografie
Jeho otcem byl soukenický mistr Johann Nepomuk Preisenhammer, matkou Veronika rozená Böhm. Heinrich absolvoval vyšší gymnázium v Těšíně a studoval filozofii v Brně a pak práva na Vídeňské univerzitě. Nastoupil jako advokátní koncipient v Brně. od roku 1865 byl samostatným advokátem v Litovli. V letech 1867–1868 zastával funkci starosty Litovle. V roce 1869 přesídlil do rodného Nového Jičína. Zde byl veřejně a politicky aktivní. Od roku 1873 do roku 1879 a znovu v letech 1899–1900 působil coby starosta Nového Jičína. Za jeho úřadování došlo k rozvoji školských institucí. Podporoval německé spolky jako Deutsch-politischer Verein, Deutscher Schulverein, Leseverein, Männergesangverein, Musikverein, Schulkreuerverein, Schützenverein, Turnverein či Verschönerungsverein. Roku 1880 mu město Nový Jičín udělilo čestné občanství. Počátkem roku 1890 přestal vykonávat advokacii a stáhl se z veřejného života, do kterého se ovšem vrátil ještě na sklonku života, kdy se vrátil do čela novojičínské radnice.
V 70. letech se zapojil i do vysoké politiky. V zemských volbách roku 1878 byl zvolen na Moravský zemský sněm, za kurii městskou, obvod Nový Jičín, Štramberk. Uvádí se jako ústavověrný kandidát (tzv. Ústavní strana, liberálně a centralisticky orientovaná).
Zemřel v lednu 1900 ve věku 70 let. Asi týden před smrtí se nachladil a rozvinul se u něj zápal plic. Zápalem plic přitom trpěl už několik let předtím.